# Hector Barbossa
Thuyền trưởng Hector Barbossa là một nhân vật hư cấu trong loạt phim Cướp biển vùng Caribbean, được thể hiện bởi diễn viên người Úc Geoffrey Rush. Barbossa xuất hiện trong tất cả các bộ phim của loạt phim. Khởi đầu là một tên cướp biển hung ác trong The Curse of the Black Pearl (2003), nhân vật này chết ở cuối phim. Tuy nhiên, ông xuất hiện trở lại trong đoạn cuối của phần 2 Cướp biển vùng Caribbean "Chiếc rương tử thần" (2006). Ông còn tạo ra bất ngờ quá mức chân thật bởi dàn diễn viên không được tiết lộ về sự xuất hiện trở lại của thuyền trưởng Hector Barbossa.và xuất hiện như một Chúa Pirate trong Cướp biển vùng Caribbean 3: Nơi tận cùng thế giới (2007), một tàu của tư nhân với Hải quân Hoàng gia trong On Stranger Tides (2011) và cuối cùng là thuyền trưởng chỉ huy 7 con tàu lớn, có ảnh hưởng của hạm đội cướp biển trong Dead Men Tell No Tales (2017). Xuyên suốt loạt phim, nhân vật này đã được khái niệm hóa như một "kẻ lừa gạt trong bóng tối" và là đối trọng với Thuyền trưởng Jack Sparrow.

## Bối cảnh và sự phát triển
Ban đầu, Rush chỉ là lựa chọn thứ hai cho vai diễn sau Robert De Niro, người đã từ chối vì cho rằng bộ phim sẽ thất bại như những bộ phim cướp biển trước đây. Khi ở phần phim đầu tiên, Barbossa được khái niệm là một nhân vật phản diện, là một "kẻ lừa đảo đen tối" và là đối trọng xấu xa với Jack Sparrow, Rush cảm thấy rằng mình đang đóng vai anh hùng vô danh của bộ phim, người chỉ mơ về việc hóa giải lời nguyền và sống như một kẻ lừa đảo giàu có với cô dâu cướp biển được đánh giá cao của mình. Johnny Depp đã đề xuất tên đầu tiên của nhân vật "Hector" trên trường quay của bộ phim đầu tiên, mặc dù nó không bao giờ được nhắc đến trong phim. Vì nó chỉ xuất hiện trên bình luận DVD, các nhà văn Ted Elliott và Terry Rossio ban đầu nghĩ rằng nó là do người hâm mộ tạo ra khi họ nhìn thấy nó trên internet và dù sao cũng quyết định sử dụng nó. Nam diễn viên Geoffrey Rush đã bày tỏ sự yêu thích với tiềm năng và sự phát triển của nhân vật này. Đây là nhân vật phát triển trong suốt bộ phim và mạo hiểm đến những địa hình khác nhau trong mỗi bộ phim, điều khiến anh luôn bị thử thách trong vai trò diễn viên: trong khi anh chỉ là một nhân vật phản diện xấu xa cổ điển trong bộ phim đầu tiên, lần này anh biến thành một chính trị gia cướp biển, tổ chức " hội nghị thượng đỉnh hải tặc G20 ", và trong phần phim thứ tư đã trở thành người hợp pháp và làm việc cho nhà vua. Đối với phần thứ năm, Rush đã gọi Barbossa là một "cướp biển công ty", người đã tích lũy được tầm ảnh hưởng và sự giàu có to lớn cho hạm đội và khoe khoang sự giàu có của mình. Ngoài ra, ông bình luận về sự hy sinh vị tha mà Barbossa thực hiện để cứu con gái mình, coi đó là một kết cục tốt đẹp và cuối cùng cho hành trình cứu chuộc của nhân vật. Do đó, Rush tuyên bố rằng anh ta không thể thấy mình thể hiện nhân vật trong phần tiếp theo tiềm năng một lần nữa, ngoại trừ một vai khách mời ngắn như một con ma "Jack Sparrow gây khó chịu với trí tuệ của anh ta". Tên của Barbossa được đặt dựa theo tên của đô đốc người Thổ Nhĩ Kỳ Ottoman, Hayreddin Barbarossa.
Barbossa là đối thủ không đội trời chung của Jack, nhưng cũng là "người bạn thân" mà Jack luôn xem trọng. Dù sau thảm kịch nổi loạn và đánh mất tàu Ngọc trai đen. Jack và Barbossa vì nhiều lí do mà vẫn sát cánh bên nhau. Người xem cũng có thể thấy được sự am hiểu và kết hợp ý của hai vị thuyền trưởng khi xuất hiện cùng nhau. Không những vậy, với tài lẽ diễn xuất của mình, Rush mang đến bộ phim một sự trải đời, dày dặn và không kém phần hài hước. Mặc dù nghiêm túc nhưng khi đứng cạnh Jack của "Jonney Deep" lại rất hài hòa, bù đắp vào chỗ trống của cả hai. Có lẽ Barbossa của Rush là nhân vật được yêu thích không kém cạnh các nhân chính trong tựa phim và thành công khó có thể thay thế được bởi bất cứ ai. Cũng như khi thuyền trưởng Hector ra đi ở phần 5:"Salarza Báo thù", sẽ không còn người đồng hành tinh ý, kinh nghiệm với các vị cướp biển trẻ sau này. Sự ra đi của ông cũng là một tiếc nuối lớn, tuy vậy cũng bộc lộ được sự nhân văn của Barbossa, người có trái tim nhân ái và biết hi sinh vì người khác.

## Tiểu sử nhân vật hư cấu
Thông tin liên quan đến thời thơ ấu và tuổi trẻ của Barbossa bắt nguồn từ nam diễn viên Geoffrey Rush, người đã nghĩ ra một cốt truyện cho nhân vật này để lột tả nhân vật một cách thuyết phục hơn. Theo Rush, Barbossa được sinh ra từ một người phụ nữ quý tộc Ailen nghèo khó bởi một người cha vô danh và được ca ngợi từ West Country ở Anh, một thực tế cũng được Jack Sparrow suy luận dựa trên giọng nói của ông trong The Price of Freedom. Khát khao thoát khỏi cuộc sống nghèo khổ, anh chạy trốn khỏi nhà năm 13 tuổi để theo đuổi cuộc sống như một thủy thủ. Ban đầu, Barbossa muốn trở thành một thủy thủ trung thực với thương gia hàng hải, nhưng nhìn thấy sự hùng vĩ của cabin thuyền trưởng trên những con tàu mà anh ta phục vụ, anh ta nhận ra rằng một người đàn ông từ vị trí của anh ta không bao giờ có thể có một lối sống như thế nếu vẫn là một thủy thủ trung thực, và anh lựa chọn một cuộc sống cướp biển thay thế.
Không có gì được biết về những cuộc cướp bóc của anh ta như một tên cướp biển trước The Price of Freedom. Trong tiểu thuyết, Barbossa, 40 tuổi, là người chỉ huy của tàu hải tặc schooner Cobra. Sau khi cướp được một tàu chở ngà voi của Pháp, con tàu của anh ta bị một nhóm cướp biển lừa đảo tấn công và đánh chìm, và anh ta được các thành viên phi hành đoàn Pintel và Ragetti cứu thoát khỏi chết đuối. Sau khi tìm cách đến được Tortuga, Chúa tể vùng biển Caribbean lúc bấy giờ đưa họ đến Shipwreck Cove để báo cáo vụ việc với một nhóm cướp biển. Vài tháng sau, Jack Sparrow phát hiện ra kẻ tấn công là người bạn cũ của Barbossa, ông Vladimir Palachnik, Chúa tể của hải tặc biển Caspi. Những kẻ tấn công được đưa ra trước một tòa án cướp biển triệu tập Davy Jones, người xác nhận tội lỗi của Palachnik. Đến thăm Palachink trong tù, Barbossa vô tình được trao danh hiệu Chúa tể hải tặc biển Caspi, khi Palachink đưa cho anh ta Piece of Eight và con tàu của mình. Tuy nhiên, trước khi Barbossa có thể yêu cầu tàu mới của mình, những tên cướp biển lừa đảo đã thoát khỏi nhà tù và trốn thoát trên tàu của Barbossa. Sau đó, Barbossa có ý định tham gia nhóm săn bắn của Thuyền trưởng Teague và để Piece of Eight của anh ta được khắc vào mắt gỗ cho thuyền viên Ragetti.
Ngay sau khi Jack Sparrow có được Black Pearl, Barbossa đã tham gia với anh như đối tác đầu tiên. Trong sê-ri sách Huyền thoại của Tòa án Anh em, Tia Dalma giao cho họ bảo vệ bảy lọ vàng bóng để ngăn chặn Chúa tể bóng tối tà ác giành quyền kiểm soát biển cả bằng cách tiêu diệt Tòa án Brethren bằng Quân đội Bóng tối của anh ta. Trong suốt tiểu thuyết, họ có thể thu thập tất cả các lọ thuốc vỡ tan trên khắp thế giới bằng cách liên minh hoặc chiến đấu chống lại các Lãnh chúa Cướp biển khác. Họ có thể đánh bại Chúa tể bóng tối với những nỗ lực kết hợp của tất cả các Lãnh chúa hải tặc, sau đó Jack muốn ra khơi đến Tortuga để tuyển mộ một thủy thủ đoàn mới. Barbossa đề nghị anh ta xử lý việc đó, ngụ ý rằng anh ta tuyển mộ những người đàn ông với ý định gây nổi loạn chống lại thuyền trưởng.
Mười năm trước sự kiện The Curse of the Black Pearl, Barbossa đã lãnh đạo một cuộc binh biến chống lại Jack Sparrow và giam anh ta trên một hòn đảo chưa được khám phá. Đến kho báu của Isla de Muerta, 882 miếng vàng Aztec giống hệt nhau, họ lấy và tiêu hết. Họ nhận ra quá muộn rằng vàng bị nguyền rủa đã biến họ thành Undead. Ngay sau cuộc nổi loạn, Barbossa đã giết chết Bootstrap Bill Turner bằng cách gắn một khẩu pháo vào chân và ném anh ta xuống biển. Thủy thủ đoàn dành những năm tiếp theo để lấy vàng và kho báu của người Aztec, mà không thể tìm thấy miếng vàng cuối cùng, vì Bootstrap Bill đã gửi nó cho con trai ông.
Khi Elizabeth Swan rơi xuống biển đeo huy chương của Will, nó cảnh báo những tên cướp biển bị nguyền rủa đến vị trí của nó. Barbossa đã tấn công Port Royal và Elizabeth bị bắt, người đóng giả là "Elizabeth Turner". Tưởng nhầm cô là con của Bootstrap Bill, anh đưa cô đến Isla de Muerta để sử dụng máu của mình trong một nghi thức để phá bỏ lời nguyền, và thất bại. Will tiết lộ mình là con trai của Bootstrap và hiến máu cho Barbossa để đổi lấy sự an toàn của Elizabeth. Barbossa đã cùng Elizabeth và Jack kết hôn trên cùng một hòn đảo chưa được khám phá, nơi anh ta đã kết hôn với Jack nhiều năm trước. Trước khi Barbossa có thể thực hiện nghi lễ, hòn đảo bị Hải quân Hoàng gia Anh tấn công. Một cuộc chiến xảy ra giữa Barbossa và Jack. Khi Will phá bỏ lời nguyền, Barbossa bị đội trưởng cũ của mình bắn chết.